# Mucuna poggei
Espèce
Classification phylogénétique
Mucuna poggei  est une espèce de plantes à fleurs de la famille des Fabaceae. C'est une liane présente en Afrique tropicale de l’ouest.
Son épithète spécifique fait référence à l'explorateur allemand Paul Pogge.

## Description
Il s’agit d’une liane pouvant mesurer jusqu’à 30 mètres de long et 20 cm de diamètre. 
Elle se rencontre notamment en Zambie, Sierra Leone, Côte d’Ivoire et Sénégal.
Ses feuilles sont alternes avec des stipules triangulaires d’1 cm de longueur environ. Les folioles sont ovales ou obovales.
L’inflorescence est constituée d’une grappe axillaire retombante recouverte de poils de couleur gris à rouge. Le pédoncule peut mesurer jusqu’à 20 cm de long et le rachis jusqu’à 32 cm de long.
Les fleurs ont une corolle blanche, verdâtre jaunâtre donnant un fruit à gousse de forme circulaire à oblongue. Celui-ci est recouvert de poils caducs rouge orangé, très irritants. Il contient de 1 à 5 graines comestibles de couleur violette ou brun clair.

## Utilisation
Les tiges servent à préparer de la teinture noire. Les feuilles fournissent une encre de la même couleur.
D’un point de vue médicinal :
- Écorce + feuilles écrasées, cataplasme : pour soigner les plaies, les blessures et les brûlures.
- Feuilles, décoction : pour lutter contre l’herpès.
- Fleurs, décoction : contre les maux de tête.
- Racines, copeaux : contre les maux de dents.
- Racines, décoction : traitement de la dysenterie, la diarrhée, la malaria, la gonorrhée, l’ankylostome et les schistosomes. Egalement pour traiter la paralysie des jambes et la fièvre jaune.
- Tige, décoction : contre les blessures de lance[1].